# Генералово (Болгарія)
Генера́лово (болг. Генералово) — село в Хасковській області Болгарії. Входить до складу общини Свиленград.

## Населення
За даними перепису населення 2011 року у селі проживали 157 осіб.
Національний склад населення села:
| Національність   | Кількість осіб | Відсоток |
| ---------------- | -------------- | -------- |
| болгари          | 136            | 90,1%    |
| турки            | 7              | 4,6%     |
| цигани           | 3              | 2,0%     |
| Всього відповіли | 151            |          |

Розподіл населення за віком у 2011 році:
Динаміка населення: